# إبغويدس
إبغويدس هو موقع ويب أنشئ في 1999، ومحتواه الأساسي حول مسلسل تلفزيوني وبرنامج إذاعي.

## وصلات خارجية
- الموقع الرسمي